# 考科·亨尼宁
考科·亨尼宁（芬蘭語：Kauko Hänninen，1930年1月28日—2013年8月26日），芬兰男子赛艇运动员。他曾代表芬兰参加1956年、1960年、1964年和1968年夏季奥林匹克运动会赛艇比赛，获得一枚铜牌。